# Teologia do Reino
Teologia do Reino é um sistema de pensamento cristão que elabora a escatologia inaugurada, que é uma maneira de entender os vários ensinamentos sobre o reino de Deus encontrados em todo o Novo Testamento. Sua ênfase é que o propósito tanto dos cristãos individuais quanto da igreja como um todo é manifestar o reino de Deus na terra, incorporando evangelismo pessoal, ação social e missões estrangeiras.

## Teologia
A teologia do reino distingue entre o mundo atual governado por Satanás, aquele em que vivemos, e o mundo governado por Deus, seu reino. A teologia do reino sustenta a importância do reino de Deus como um valor central e ensina que o reino existe atualmente no mundo, mas ainda não em sua plenitude. A teologia sustenta que o reino de Deus virá em plenitude com a segunda vinda de Cristo. No cumprimento futuro, o mal e Satanás serão destruídos e o governo completo de Deus na Terra será estabelecido. O teólogo e diretor do Vineyard Bible Institute Derek Morphew argumentou que o reino de Deus abrange tanto sinais e maravilhas quanto justiça social. Embora a teologia do reino apresente a história como uma luta entre Deus e Satanás, há uma expectativa escatológica de que Deus triunfará sobre Satanás, razão pela qual o sofrimento pelo bem do reino é aceito.
Em círculos mais carismáticos, a teologia do reino tenta ser capaz de explicar tanto a vitória espiritual quanto a guerra espiritual contínua, e por que algumas pessoas são vistas como curadas pelo Espírito Santo e outras não. Esses teólogos do reino argumentaram que, por causa disso, existirá uma tensão entre os sucessos e fracassos aparentes da oração. O teólogo Don Williams argumentou que orar significa pedir ao reino futuro para irromper no mundo presente, em vez de invocar a perfeição do céu. A teologia do Reino propõe valores baseados no mundo espiritual, muitas vezes diferentes do que Harold Bender e Robert Friedman chamam de "valores seculares" de Jesus, como quando Jesus exorta seus ouvintes em Mt 5:44-45.

### Escatologia
George Eldon Ladd acreditava que a Bíblia ensinava sobre duas eras: 'Esta Era' e 'A Era Vindoura'. Nesta 'Era', haverá hostilidade ao cristianismo, mas na 'Era Vindoura' aqueles que seguiram Jesus estarão livres da opressão e receberão a vida eterna. Ele acreditava que 'A Era Vindoura' seria inaugurada pela segunda vinda de Jesus e a ressurreição dos mortos. Ladd argumentou que há uma sobreposição entre as duas eras; ele sugeriu que, embora a 'Era Vindoura' esteja no futuro, ela ainda pode ser "provada" agora, e seu poder pode penetrar 'Esta Era'. A declaração de fé do movimento Vineyard relacionada ao último livro da Bíblia, Apocalipse, afirma que o reino de Deus veio por meio de Jesus e continua a vir por meio do Espírito Santo. Isso sugere que, quando Jesus voltar, Satanás será derrotado, os mortos serão ressuscitados, o julgamento final acontecerá e o reino de Deus será totalmente estabelecido.

## História e influência
Este conceito teológico de "já" e "ainda não" foi proposto pelo teólogo de Princeton Gerhardus Vos no início do século XX, que acreditava que vivemos na era presente, o "agora", e aguardamos a "era que virá". A teologia do reino foi examinada mais completamente na década de 1950 por George Eldon Ladd, então professor de teologia bíblica no Seminário Teológico Fuller. Ele argumentou que há dois significados verdadeiros para o reino de Deus: primeiro, ele propôs que o reino de Deus é a autoridade e o direito de Deus de governar. Em segundo lugar, argumentou que também se refere ao reino no qual Deus exerce sua autoridade, que é descrito nas escrituras tanto como um reino em que se entra presentemente quanto como um reino em que se entra no futuro. Ele concluiu que o reino de Deus é presente e futuro.
A doutrina do reino de Deus causou controvérsia com o protestantismo, sobre se os cristãos devem trabalhar para alcançar a vinda do reino, ou se é um dom divino de Deus. O movimento evangélico considerou a extensão do reino de Deus como alcançada por meio do evangelismo e do trabalho missionário. Os filósofos Immanuel Kant, Friedrich Schleiermacher e Albrecht Ritschl acreditavam que o reino de Deus se referia a um mundo de relações humanas ideais e previam uma sociedade cristã perfeita. Essa interpretação influenciou a secularização da doutrina e o desenvolvimento da teologia liberal na década de 1930, e o movimento do Evangelho Social nos EUA.
John Wimber, o fundador do movimento Vineyard, ensinou uma aplicação particular da teologia do reino, enfatizando sinais e maravilhas como a vinda do reino de Deus, assim como Gordon Fee. A teologia tem sido influente entre os elementos mais carismáticos do cristianismo evangélico, para quem fornece uma estrutura teológica para acreditar na atividade atual do Espírito Santo. É oficialmente abraçada pelas Igrejas Vineyard e sustenta muitos de seus ensinamentos.

## Críticas
Críticos apontam que formas extremas da teologia do Reino, como a Kingdom Now ("Reino Agora") diminuem a importância da segunda vinda de Cristo, visto que se o Reino já está concretizado, aqui e agora, não haveria necessidade da volta de Cristo. Além disso, Deus se torna dependente da fé dos homens, os quais controlariam seu próprio destino a depender da força da sua crença. Estes aspectos também se refletem no Mandato dos Sete Montes, onde Deus buscaria "aliados" para recuperar o seu controle sobre o mundo.